# 283279 Qianweichang
283279 Qianweichang este o planetă minoră (asteroid) din centura de asteroizi. A fost descoperită pe 16 mai 2007 la Xuyi County⁠(d) de . 
Obiectul prezintă o orbită caracterizată de o semiaxă mare de 2,5901241635726 UAi, o excentricitate de 0,092408952905505, o înclinație de 11,29638095204 ° în raport cu ecliptica.